# 언블랙 메탈
언블랙 메탈(영어: Unblack metal)은 기독교적이면서도 블랙 메탈 스타일을 취하고 있는 장르이다.